# گونتر آنگرن
گونتر آنگرن (به آلمانی: Günther Angern) (زاده ۵ مارس۱۸۹۳ - مرگ ۲ فوریه ۱۹۴۳) یک ژنرال آلمانی در دوره رایش سوم و از ۱۵ اوت تا ۲۴ اوت ۱۹۴۱ فرمانده لشکر ۱۱ زرهی ورماخت و از ۱۵ سپتامبر ۱۹۴۲ تا ۲ فوریه ۱۹۴۳ فرمانده لشکر ۱۶ زرهی ورماخت بود.
وی در ۲ فوریه ۱۹۴۳ و پس از شکست آلمان در نبرد استالینگراد خودکشی کرد.

## نشان‌ها و جوایز
- صلیب آلمانی طلایی (۸ مارس ۱۹۴۲)
- صلیب شوالیه آهنین (۵ اوت ۱۹۴۰